# 乌普帕尔卡兰
乌普帕尔卡兰（Uppal Kalan），是印度安得拉邦Rangareddi县的一个城镇。总人口118259（2001年）。

## 人口
该地2001年总人口118259人，其中男性61299人，女性56960人；0—6岁人口13683人，其中男7072人，女6611人；识字率73.06%，其中男性为79.50%，女性为66.13%。